# Space for the earth
Space for the earth is een studioalbum van Ozric Tentacles. 

## Inleiding
Het was vijf jaar stil rondom deze muziekgroep uit de spacerock, progressieve rock en psychedelische rock. De band rondom Ed Wynne maakt al vanaf hun begin eind jaren tachtig dezelfde muziek. Voortstuwende spacerock met veel tierelantijnen (whirls). Enige vooruitgang noch achteruitgang valt volgens IO Pages uit 2020 niet te bespeuren; wel is het van een voortdurende kwaliteit. Progwereld zag wel een achteruitgang; in hun ogen leek het een haastklus. Het album werd opgenomen in de Blue Bubble Studio in Fife.

## Musici
- Ed Wynne – gitaren, synthesizers, toetsinstrumenten, basgitaar, geluidseffecten
- Silas Neptune (zoon van Ed), Balazs Szende, Joie Hinton, Nick Van Gelder, Jon Egan (Champignon), Paul Hanki, Gre Gracerooms – aanvullende muziekinstrumenten

## Muziek
| Nr. | Titel               | Duur |
| --- | ------------------- | ---- |
| 1.  | Stripey clouds      | 6:37 |
| 2.  | Blooperdome         | 5:34 |
| 3.  | Humboldt currant    | 9:17 |
| 4.  | Popscape            | 4:15 |
| 5.  | Climbing plants     | 7:05 |
| 6.  | Space for the earth | 7:36 |
| 7.  | Harmonic steps      | 6:35 |

In 2021 kwam er ter vervanging van een door de coronapandemie afgelaste concertreeks een uitgebreidere editie van het album uit. Het werd aangevuld met een extra disc van 30 minuten met slechts één track: Six worlds (2021), opgenomen door alleen Wynne en Neptune